# Lotus argyrodes
Lotus argyrodes é uma espécie de planta com flor pertencente à família Fabaceae. 
A autoridade científica da espécie é R.P.Murray, tendo sido publicada em J. Bot. 35: 386, nom. 1897.

## Portugal
Trata-se de uma espécie presente no território português, nomeadamente no Arquipélago da Madeira.
Em termos de naturalidade é endémica da região atrás referida.

## Protecção
Não se encontra protegida por legislação portuguesa ou da Comunidade Europeia.